# Juan Carlos Orellana
Juan Carlos Orellana Jara (Santiago de Chile, 21 de junio de 1955-10 de noviembre de 2022) fue un futbolista chileno, puntero izquierdo que realizó la mayor parte de su carrera en Colo-Colo.

## Trayectoria
Hábil puntero izquierdo de extraordinaria pegada, certero en los tiros libres. Rápido, encarador y muy hábil con el balón.
Se crio en el barrio de Las Barrancas, uno de los diez hijos del matrimonio Orellana-Jara, a los trece años ingresó al club “Guacolda”. En el verano del año 1973 su hermano Raúl, jugador profesional lo llevó al Green Cross - Temuco. Fue contratado y debutó en el profesionalismo con diecisiete años, marcando un gol, a la postre transformándose en goleador del equipo y segundo máximo artillero a nivel nacional. El año 1974 al término del torneo Copa Chile, en el mes de septiembre es transferido a Colo-Colo por cuarenta millones de escudos.
El Zurdo de Barrancas apodado así por el relator Hernán Solís Topo Gigio debutó por los albos el 22 de septiembre de 1974 ante Deportes Concepción. Entró a la historia del club albo cuando convirtió el primer gol en la primera inauguración del Estadio Monumental ocurrida el 20 de abril de 1975, en el partido entre Colo-Colo y Aviación que ganó el conjunto albo por la cuenta mínima.
Completó siete temporadas con el cacique disputando 180 partidos oficiales y marcando 62 goles. Se tituló campeón de la Primera División de Chile 1979, se cuenta que ese campeonato no dio la vuelta olímpica y lo celebró junto a un grupo de lisiados en las tribunas. Además, es recordado por su actuación ante Cobreloa en Calama, donde con dos goles de su autoría el conjunto albo obtuvo una victoria por 2:0, la cual sería la primera victoria de los albos ante el conjunto minero como visita, y la única por alrededor de 20 años.
Tras perder el puesto de titular con Leonardo Véliz, el año 1981 fue contratado por O'Higgins de Rancagua, equipo en el que se desempeñó durante 3 años, jugó 75 partidos y marcó 25 goles. Regresa a Santiago para jugar el año 1984 en Unión Española. En 1985 es nuevo jugador de en Deportes Antofagasta en la Primera B, mientras que para la siguiente temporada juega por Unión La Calera en la Copa Chile en 1986, y por Deportes Temuco en el torneo de Primera B. Se retira en 1987, jugando por Unión San Felipe, dónde marco su último gol ante Deportes Ovalle.

## Selección nacional
Si bien formó parte de la prenomina para el Mundial de 1974, no integró la convocatoria para dicha competición. Debutó el 26 de enero de 1977 vistiendo la casaca nacional hasta el año 1983. En su registro se indica que jugó once partidos como seleccionado, marcando cuatro goles.
Su mejor participación con la roja fue en Copa América 1983 bajo la dirección técnica de Luis Ibarra.
Se le considera el único jugador chileno, a nivel de selección, que ha marcado dos goles en el Estadio Maracaná en un mismo partido, en la derrota por 3 a 2 frente a Brasil.

### Participaciones en Copa América
| Copa              | Sede     | Resultado    | PJ | G |
| ----------------- | -------- | ------------ | -- | - |
| Copa América 1983 | Sin sede | Primera Fase | 4  | 1 |

### Partidos internacionales
| Partidos internacionales | Partidos internacionales | Partidos internacionales                         | Partidos internacionales | Partidos internacionales | Partidos internacionales | Partidos internacionales | Partidos internacionales | Partidos internacionales | Partidos internacionales   |
| N.º                      | Fecha                    | Estadio                                          | Local                    | Resultado                | Visitante                | Goles                    | Asistencias              | DT                       | Competición                |
| ------------------------ | ------------------------ | ------------------------------------------------ | ------------------------ | ------------------------ | ------------------------ | ------------------------ | ------------------------ | ------------------------ | -------------------------- |
| 1                        | 26 de enero de 1977      | Estadio Nacional, Santiago, Chile                | Chile                    | 4-0                      | Paraguay                 |                          |                          | Caupolicán Peña          | Amistoso                   |
| 2                        | 30 de enero de 1977      | Estadio Centenario, Montevideo, Uruguay          | Uruguay                  | 3-0                      | Chile                    |                          |                          | Caupolicán Peña          | Copa Juan Pinto Durán 1977 |
| 3                        | 2 de febrero de 1977     | Estadio Defensores del Chaco, Asunción, Paraguay | Paraguay                 | 2-0                      | Chile                    |                          |                          | Caupolicán Peña          | Amistoso                   |
| 4                        | 24 de junio de 1980      | Estadio Mineirão, Belo Horizonte, Brasil         | Brasil                   | 2-1                      | Chile                    |                          |                          | Luis Santibáñez          | Amistoso                   |
| 5                        | 28 de abril de 1983      | Estadio de Maracaná, Río de Janeiro, Brasil      | Brasil                   | 3-2                      | Chile                    | Anotado · Anotado        |                          | Luis Ibarra              | Amistoso                   |
| 6                        | 12 de mayo de 1983       | Estadio Nacional, Santiago, Chile                | Chile                    | 2-2                      | Argentina                | Anotado                  |                          | Luis Ibarra              | Amistoso                   |
| 7                        | 3 de agosto de 1983      | Estadio Carlos Dittborn, Arica, Chile            | Chile                    | 2-0                      | Perú                     |                          |                          | Luis Ibarra              | Copa del Pacífico 1983     |
| 8                        | 1 de septiembre de 1983  | Estadio Centenario, Montevideo, Uruguay          | Uruguay                  | 2-1                      | Chile                    | Anotado                  |                          | Luis Ibarra              | Copa América 1983          |
| 9                        | 8 de septiembre de 1983  | Estadio Nacional, Santiago, Chile                | Chile                    | 5-0                      | Venezuela                |                          |                          | Luis Ibarra              | Copa América 1983          |
| 10                       | 11 de septiembre de 1983 | Estadio Nacional, Santiago, Chile                | Chile                    | 2-0                      | Uruguay                  |                          |                          | Luis Ibarra              | Copa América 1983          |
| 11                       | 21 de septiembre de 1983 | Estadio Brígido Iriarte, Caracas, Venezuela      | Venezuela                | 0-0                      | Chile                    |                          |                          | Luis Ibarra              | Copa América 1983          |
| Total                    | Total                    | Total                                            | Presencias               | 11                       | Goles                    | 4                        | 0                        |                          |                            |

| Selección chilena | Selección chilena | Selección chilena |
| Año               | Partidos          | Goles             |
| ----------------- | ----------------- | ----------------- |
| 1977              | 3                 | 0                 |
| 1980              | 1                 | 0                 |
| 1983              | 7                 | 4                 |
| Total             | 11                | 4                 |

## Muerte
Entre los años 2021 y 2022, sufrió un gran deterioro que lo llevó a bajar casi 30 kilos de peso, y dejar sus labores como profesor de la Escuela de Fútbol de la Municipalidad de Pudahuel.  Tras descubrirse que sufría de Esclerosis lateral amiotrófica, la cual lo había hecho perder su voz y gran cantidad de peso, falleció el 10 de noviembre de 2022 a la edad de 67 años.

## Clubes
| Club                 | País  | Año       |
| -------------------- | ----- | --------- |
| Green Cross - Temuco | Chile | 1973-1974 |
| Colo-Colo            | Chile | 1974-1980 |
| O'Higgins            | Chile | 1981-1983 |
| Unión Española       | Chile | 1984      |
| Deportes Antofagasta | Chile | 1985      |
| Unión La Calera      | Chile | 1986      |
| Deportes Temuco      | Chile | 1986      |
| Unión San Felipe     | Chile | 1987      |

## Palmarés

### Campeonatos nacionales
| Título           | Club      | País  | Año  |
| ---------------- | --------- | ----- | ---- |
| Primera División | Colo-Colo | Chile | 1979 |